# 유제프 피우수트스키
유제프 클레멘스 피우수트스키(폴란드어: Józef Klemens Piłsudski [ˈjuzɛf ˈklɛmɛns pʲiwˈsutskʲi][*], 1867년 12월 5일 ~ 1935년 5월 12일)는 폴란드의 정치가이다. 폴란드 제2공화국의 독재자로서 1918년부터 1922년까지는 국가수령의 지위에 있었고 1920년부터는 폴란드군의 원수를 겸임하였다. 피우수트스키의 정치적 영향력은 제1차 세계대전 중반부터 급상승하였으며, 그 이후 유럽 정치계의 중요 인사가 되었다. 피우수트스키는 123년간 이어져오던 폴란드 분할을 종식시키고 폴란드가 다시 독립하는데 큰 역할을 하였다. 그는 리투아니아 출생이었으나 폴란드의 부흥을 위해 노력하였으며 모국에 대해서는 비협조적인 자세를 보였다.
피우수트스키는 폴란드 사회당의 지도자로 정치에 입문하였다. 한편, 폴란드의 독립을 위해 무력을 선택한 피우수트스키는 폴란드 군단을 조직하였다. 1914년 제1차 세계대전에 대해 피우수트스키는 전쟁의 향방에 대해 러시아 제국이 동맹국에 의해 패배하더라도 연합국이 동맹국을 패퇴시킬 것이라 보았다. 전쟁이 시작되자 피우수트스키가 이끄는 폴란드 군단은 오스트리아-헝가리 제국과 독일 제국의 우군으로서 러시아 제국에 대항하여 싸웠다. 1917년 러시아 전역의 전황이 불리해지자 피우수트스키는 동맹국에 대한 지원을 중단하였다.
1918년 폴란드는 독립을 되찾아 폴란드 제2공화국이 결성되었고 피우수트스키는 국가수령이 되었다. 이듬해인 1919년 피우수트스키의 소비에트 연방에 대한 선전포고로 폴란드-소비에트 연방 전쟁이 일어났다. 1921년까지 계속된 이 전쟁을 통해 폴란드는 폴란드 분할로 인해 러시아에게 할양되었던 우크라이나 서부와 벨라루스를 확보하였다. 1923년 극우적 정치 이념을 내건 야당 국민민주당이 정권을 잡자 피우수트스키의 정치 활동은 중단되었다. 그러나, 3년 뒤인 1926년 피우수트스키는 5월 쿠데타를 통해 다시 정권을 잡아 사실상 폴란드의 독재자가 되었다. 피우수트스키는 이후 1935년 사망할 때까지 정권을 유지하였다. 그는 스스로를 군사와 외교를 겸임한 수상이라고 여겼다.
정치가로서 피우수트스키의 일관된 정책은 러시아 제국과 그 뒤를 이은 소비에트 연방에 대한 견제 정책인 프로메테우스주의와 폴란드-리투아니아 연방 당시의 영토를 회복하는 몐지모제 연방의 성립이었다. 그의 이러한 정책으로 인해 폴란드는 이웃 국가와의 갈등을 겪었으나 폴란드인들은 피우수투스키의 정책을 높게 평가하였다.

## 생애

### 유년기

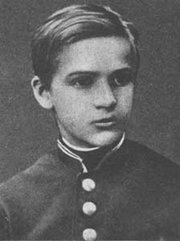
소년 시절의 피우수트스키

유제프 피우수트스키는 1867년 12월 5일 지금의 리투아니아 영토인 잘라바스 지방에서 태어났다. 피우수트스키 가문은 대대로 이 지역 장원의 지주였으며 유제프가 태어날 당시 잘라바스는 러시아 제국의 영토였다. 잘라바스는 원래 폴란드-리투아니아 연방의 일원인 리투아니아 대공국의 영토였으나, 18세기 말 러시아 제국, 오스트리아 제국, 그리고 프로이센 왕국에 의해 이루어진 폴란드 분할 이후 러시아 제국의 영토로 편입되었다.
피우수트스키 가문은 폴란드의 귀족인 슐라흐타 신분이었고, 대대로 폴란드에 대한 애국심을 지니고 있었으며, 러시아 제국에 편입된 후에도 스스로를 폴란드인, 즉 폴란드-리투아니아 연방의 국민이라 여겼다. 유제프는 가문의 차남이었다.
유제프는 빌뉴스에 있는 러시아 김나지움을 다녔는데 그리 재능있는 학생은 아니었다. 재미있는 것은 훗날 피우수트스키의 평생 숙적이 되는 펠릭스 제르진스키가 1년 후배로 같은 학교에 다녔다는 것이다. 제르진스키는 볼셰비키의 비밀경찰을 창설한 인물이다. 러시아의 지배하에서 유제프와 그의 형제들은 어머니에게 폴란드어와 문학, 그리고 역사를 배웠다.
1863년 유제프와 이름이 같았던 그의 아버지는 러시아의 지배에 저항하는 1월 봉기에 참여하였다. 봉기가 실패로 끝난 뒤 러시아 제국은 리투아니아인들에 대한 러시아화 정책을 실시하였고, 이의 일환으로 유제프는 러시아 정교회가 운영하는 학교에 들어가게 되었다. 그 곳에서는 러시아 황제에 대한 충성과 러시아 정교회 신앙을 강요하였다.

### 유배 시기
1885년 피우수트스키는 하르키우에 있는 하르키우 대학교 의예과에 입학하였다. 그 곳에서 피우수트스키는 나로드니키의 일파인 인민의 의지당(러시아어: Народная Воля)에 가입하였다. 피우수트스키는 1886년 학생 운동을 그만두고 타르투에 있는 타르투 대학교에 입학하고자 하였으나 정치적인 이유로 거부되었다.
1887년 3월 22일 피우수트스키는 알렉산드르 3세의 암살을 모의한 빌뉴스 사회주의 조직과 연계되었다고 오인되어 체포되었다. 그러나, 실제 이 조직에 연계되었던 것은 그의 형 브로니쇼우였고, 그는 이 일로 시베리아 동부에서 15년의 징역형을 살았다. 유제프는 비교적 관대하게 처분되어 5년간의 유배형을 받고 시베리아로 유배되었다. 피우수트스키는 유배지로 수송되기까지 몇 주간 이르쿠츠크의 형무소에서 복역하였으며, 이후 레나강 유역의 키렌스크와 툰카 등지에서 유배 생활을 하였다. 유배지의 사정은 열악하였다. 배고픔을 참지 못한 유형수들이 봉기를 일으켜 관리와 충돌하는 과정에서 피우수트스키는 이빨 두 개를 잃었다. 시베리아의 겨울 기온은 영하 40도까지 떨어졌고, 이로 인해 피우수트스키의 건강은 극도로 나빠져 죽을 지경이 되었다. 결국 1888년 피우수트스키는 병요양을 위해 6개월간의 복역 중지 결정을 받았다.
유형기간 동안 피우수트스키는 시베리아로 추방된 수 많은 폴란드인들을 만났다. 시비라크라 불린 이들 가운데는 1863년 1월 봉기의 지도자였던 브로니쇼우 슈와르츠도 있었다. 피우수트스키는 다양한 언어를 할 수 있었기 때문에 그 지역의 아이들을 상대로 수학과 언어를 가르치는 가정교사일을 얻어 생계를 유지하였다. 피우수트스키는 모국어인 폴란드어를 비롯하여 프랑스어, 독일어, 리투아니아어, 러시아어에 능통하였으며. 나중에는 영어도 배웠다. 지역 관리는 이 폴란드 귀족이 다른 유형인들로부터 10루블이상을 받지 못하도록 하였다.

### 사회당 활동기

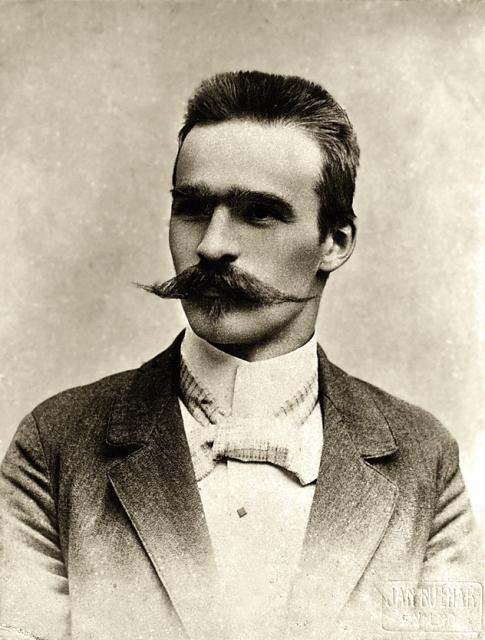
1899년의 피우수트스키

1892년 유형 생활을 마친 피우수트스키는 오늘날 리투아니아의 실라레 지역인 아도마바스 마노르에 살게 되었다. 1893년 피우수트스키는 폴란드 사회당에 입당하였고 리투아니아 지부 설립을 도왔다. 그는 폴란드 사회당에서 극좌적 성향을 보였으나, 당의 공식 입장인 인터내셔널리즘과는 다르게 민족주의적인 성향도 함께 보였다.
1894년 피우수트스키는 지하신문이자 당기관지인 로보트니크(폴란드어: Robotnik, 노동자)를 발행하였다. 피우수트스키는 로보트니크의 주필로서 발행인겸 편집인이었다. 1895년 폴란드 사회당의 지도자가 된 피우수트스키는 당 강령을 수정하여 폴란드의 독립을 폴란드 사회당의 중요 목표로 설정하였다.
1899년 7월 15일, 폴란드 사회당의 지하 조직활동가였던 피우수트스키는 같은 지하 조직 활동을 하던 마리아 유슈키에초코바 네 코플로스카와 결혼하였다. 그러나 결혼 생활은 원만하지 않았고 피우수트스키는 젊은 사회당원이었던 알렉산드라 슈체르빈스카와 내연의 관계를 가졌다. 1921년 마리아가 사망하자 피우수트스키는 알렉산드라와 결혼하였다. 피우수트스키와 알렉산드리아 사이에서 두 딸 반다와 야디가가 태어났다. 피우수투스키의 두 번째 결혼 역시 순탄하지는 않았다.
1900년 러시아 당국에게 로보트니크의 비밀 인쇄소가 발각되자 피우수트스키는 다시 죄수가 되었고 바르샤바 인근의 형무소에 수감되었다. 1901년 피우수트스키는 정신병을 가장하여 상트페테르부르크의 호텔로 옮겨진 틈을 타 탈옥하였다.

### 러일전쟁
당시 러시아 지배하의 폴란드인들은 독립을 최대의 사명으로 여기고 있었고 피우수트스키가 이끌던 폴란드 사회당 역시 폴란드의 주권 회복을 가장 중요한 목표로 하였다. 러일전쟁이 일어난 1904년 피우수트스키는 일본을 방문하여 일본이 폴란드의 독립을 지지해 줄 것을 요청하였다. 피우수트스키는 그 대가로 일본에게 러시아군 내의 폴란드인을 통해 정보를 제공하는 것과 또한, 일본군에 붙잡힌 러시아군 가운데 폴란드인을 선별하여 러시아와 대적할 폴란드 군단을 설립할 수 있다고 약속하였다.

### 군사조직의 건립

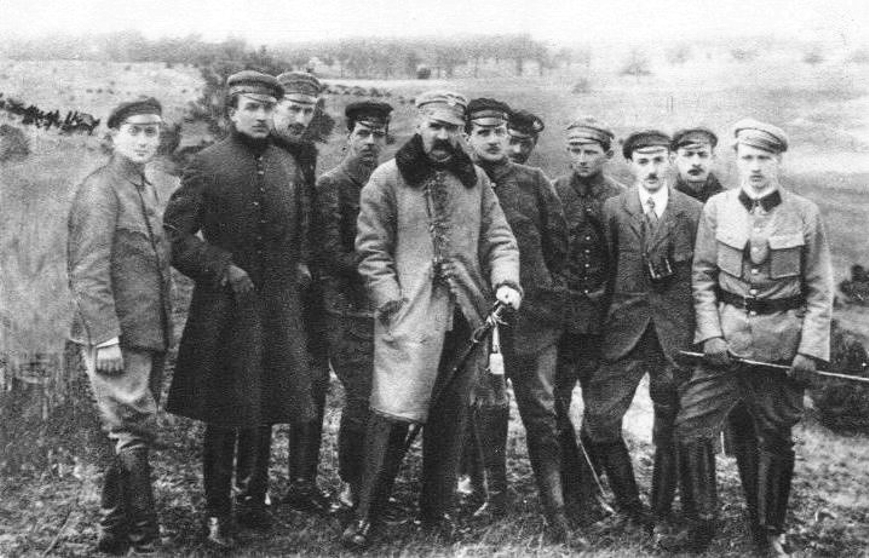
1917년 폴란드 군사 조직과 함께한 피우수트스키

1904년 가을 피우수트스키는 러시아에 대항하는 저항 운동을 목적으로하는 준군사조직인 폴란드 사회당 전투단을 창립하였다. 전투단은 첫 무력 시위로 1904년 10월 28일 바르샤바에 주둔하고 있던 러시아의 코사크 기병대를 기습하였고, 11월 13일 공식적으로 러시아에 대한 교전을 선언하였다. 피우수트스키의 준군사조직은 초기에는 주로 정탐 활동이 주된 임무였으나 1905년에 들어서자 수류탄으로 러시아 정치인을 암살하는 활동을 시작하였다.
1905년 러시아 혁명 시기, 피우수트스키는 폴란드 왕국 부흥 운동의 지도자가 되었다. 1905년 피우수트스키는 폴란드 사회당을 통해 총파업을 지시하였고 이에 따라 40만명의 노동자가 파업을 벌였다. 러시아 정부는 두달이 지나서야 파업을 저지할 수 있었다. 피우수트스키는 우치의 봉기를 지원하기 위해 준군사조직을 보냈다. 1905년 우치 봉기에서 피우수트스키의 폴란드 사회당 전투단과 왕당파였던 드모프스키의 국민민주당은 상호 교전으로 유혈 사태를 일으켰다. 1905년 12월 22일 피우스트스키는 폴란드의 모든 노동자가 봉기할 것을 요청하였다.
1906년 러시아 제국은 유화 정책의 하나로서 초대 러시아 두마의 구성을 선포하고 총선에 들어갔다. 드모프스키의 국민민주당이 두마 총선을 지지한 것과 달리 폴란드 사회당은 두마 선거 자체를 보이콧하였다. 피우수트스키는 두마 체제에 편입하는 것으로는 폴란드의 독립을 달성할 수 없으며 오직 혁명적 봉기만이 독립을 쟁취할 수 있다고 여겼고, 드모프스키를 "낡은 정책"이라 비판하면서 폴란드-리투아니아 사회민주주의 왕국을 건설하는 것을 목표로 하는 "젊은 정책"을 표방하였다.
피우수트스키와 그의 지지자들은 폴란드가 독립을 이룰 때까지 짜르 러시아에 대해 혁명적인 저항을 계속해야 한다는 "혁명 강령"을 지지하였다. 1909년 폴란드 사회당은 피우스트스키의 주장을 당의 주요 강령으로 채택하였고, 제1차 세계대전이 시작될 무렵 피우수트스키는 폴란드 사회당의 지도자로서 확고한 위치에 올랐다.
유럽에 전쟁이 있을 것이라 판단한 피우수트스키는 장차 폴란드군의 핵심이 될 군사조직을 육성하였다. 피우수트스키는 이를 통해 18세기이래 세 제국에 의해 분할되어 왔던 폴란드의 독립을 획득하고자 하였다. 1906년 피우수트스키는 오스트리아 당국의 묵인 아래 크라코프에 군사학교를 설립하여 800여명의 정예 대원을 양성하였다. 이들은 1906년에만 336명의 러시아 관리를 살해하였다. 피우수트스키의 준군사조직은 1908년 2천여명으로 늘어났다. 1908년 9월 26-27일 이들 준군사조직은 바르샤바에서 상트페테르부르크로 세금을 운반하던 우편 열차를 기습하였다. 당시 약탈한 금액은 200,812 루블이었으며 피우수트스키는 이를 통해 군자금을 확보할 수 있었다.
1908년 이후 피우수트스키는 준군사조직을 적극 저항 연맹(폴란드어: Związek Walki Czynnej, ZWC)으로 재편하였다. 이들은 훗날 폴란드군 부사관의 주력을 이루었다. 한편 1910년에는 두개의 준군사조직이 별도로 창설되었고 1912년에는 총포협회가 창설되었다. 총포협회는 1914년 1만2천여명으로 성장하였다. 1914년 피우수트스키는 "이제 나라의 운명을 결정짓는 것은 무력 뿐이다"라고 선포하였다.

### 폴란드 재건
1918년 11월 11일, 폴란드는 해방되었다. 피우수트스키는 열차를 타고 바르샤바에 도착했다. 피우수트스키는 바르샤바에 도착한 이후 독일군의 안전한 철수를 위해 노력했다. 얼마 되지 않아 슐레지엔과 대폴란드에서 폴란드 인들이 봉기를 일으켰다. 폴란드 인들은 자신들을 탄압하는 독일인들에 분노하여 반란을 일으켰다. 포즈난은 폴란드의 품으로 돌아왔고, 실롱스크의 경우 3번에 걸친 봉기 끝에 폴란드의 손 안에 들어왔다. 폴란드는 남동부 지방에서도 우크라이나 인들과 쌍방에서 25,000여 명에 사망자가 발생한 전쟁을 치루었다. 피우수트스키는 이후 영국과 프랑스의 지원을 받아 대소전쟁을 준비하기 시작했다.
이러한 노력에도 불구하고 폴란드는 아직도 안정화되지 못했다. 폴란드의 철도 시스템과 법전은 통일되지 않았다. 1920년까지 6가지의 통화(通貨)가 폴란드 각지에서 유통되었다. 통일된 철도광궤와 시스템은 물론 존재하지 않았다. 3국에 점령되어 있던 폴란드의 과거도 이러한 상태에 일정한 영향을 끼쳤다. 독일, 러시아, 오스트리아가 지배했던 지역의 폴란드 인들은 각각 자신들을 바르미아인, 폴란드 왕국인, 실롱스크 인이라 생각했다.

## 영향
| “ | 당신이 내 삶과 업적을 어떻게 서술하는지는 상관하지 않겠다. 다만 나를 "서글픈 감상주의자"로 표현하지는 말아주기 바란다." | ” |
|   | — 1908년, 피우수트스키                                                                                                  |   |

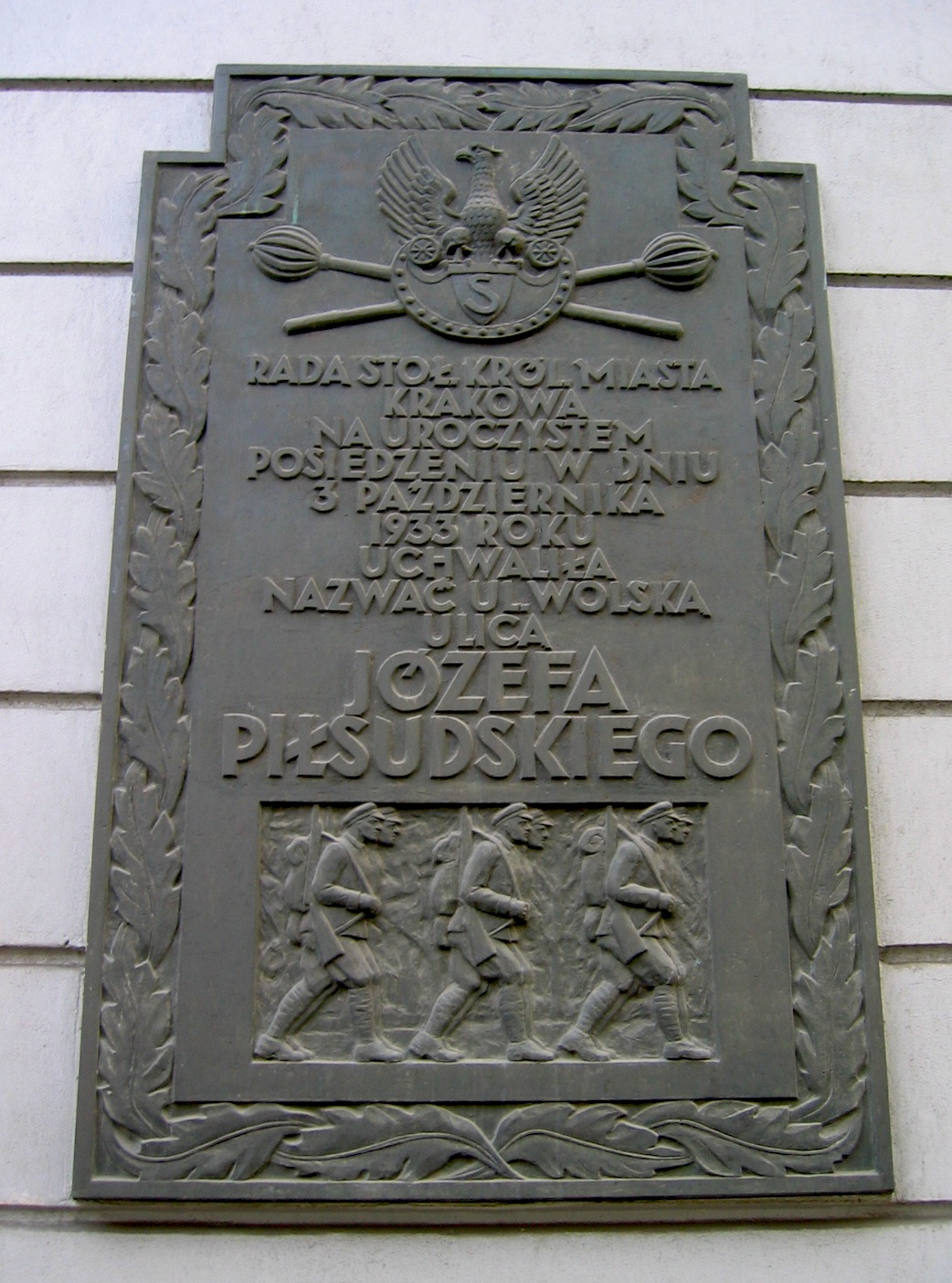
유제프 피우수트스키 기념 명판

1935년 유제프 피우수트스키의 유언에 따라 에드바르트 리츠시미그위가 폴란드의 대통령직과 폴란드군의 통수권을 이어받았다. 리츠는 1936년 11월 폴란드의 원수 직위에 올랐다.

## 같이 보기
- 폴란드-소비에트 전쟁
- 폴란드의 역사

## 주해
1. ↑  반면 폴란드인들은 거의 대부분 로마 가톨릭을 신봉한다.

## 참고 문헌
- Davies, Norman (2005) [1981]. God's Playground: A History of Poland in Two Volumes, vol. 2: 1795 to the Present. Oxford; New York: Oxford University Press. ISBN 0-19-925340-4.
- Drozdowski, Marian Marek; Szwankowska, Hanna (1995). "Przedmowa" (in Polish). Pożegnanie Marszałka: Antologia tekstów historycznych i literackich. Warsaw: Towarzystwo Miłośników Historii—Komisja Badań Dziejów Warszawy Instytutu Historii PAN: Oficyna Wydawnicza "Typografika". ISBN 83-86417-18-8.
- Held, Joseph (1992). The Columbia History of Eastern Europe in the Twentieth Century. New York: Columbia University Press. ISBN 0-231-07697-5.
- Jędrzejewicz, Wacław; Cisek, Janusz (1994) (in Polish). Kalendarium Życia Józefa Piłsudskiego. Wrocław: Zakład Narodowy im. Ossolińskich. ISBN 83-04-04114-6.
- Lerski, Jerzy Jan (1996). Historical Dictionary of Poland, 966–1945. Westport, Conn.: Greenwood Press. ISBN 0-313-26007-9.
- Lieven, Anatol (1994). The Baltic Revolution: Estonia, Latvia, Lithuania and the Path to Independence. New Haven: Yale University Press. ISBN 0-300-06078-5.
- MacMillan, Margaret (2003). Paris 1919: Six Months That Changed the World (Random House trade paperback ed.). New York: Random House Trade Paperbacks. ISBN 0-375-76052-0.
- Plach, Eva (2006). The Clash of Moral Nations: Cultural Politics in Pilsudski's Poland, 1926–1935. Athens, Ohio: Ohio University Press. ISBN 0-8214-1695-2.
- Roos, Hans (1966). A History of Modern Poland, from the Foundation of the State in the First World War to the Present Day (1st American ed.). New York: Knopf. OCLC 396836. (Translated by J.R. Foster from the German Geschichte der polnischen Nation, 1916–1960.)
- Pidlutskyi, Oleksa (2004). "Józef Piłsudski: The Chief who Created Himself a State". Postati XX stolittia (Figures of the 20th century). Kiev: Triada-A. ISBN 966-8290-01-1.
- Roshwald, Aviel (2001). Ethnic Nationalism and the Fall of Empires: Central Europe, the Middle East and Russia, 1914–1923. London; New York: Routledge. ISBN 0-415-24229-0.
- Roshwald, Aviel; Stites, Richard (2002). European Culture in the Great War: The Arts, Entertainment and Propaganda, 1914–1918. Cambridge, U.K.; New York: Cambridge University Press. ISBN 0-521-01324-0.
- Rothschild, Joseph (1990). East Central Europe Between the Two World Wars. Seattle: University of Washington Press. ISBN 0-295-95357-8.
- Torbus, Tomasz (1999). Nelles Guide Poland. Munich: Hunter Publishing. ISBN 3-88618-088-3.
- Urbankowski, Bohdan (1997) (in Polish). Józef Piłsudski: Marzyciel i strateg (Józef Piłsudski: Dreamer and Strategist). 1–2. Warsaw: Wydawnictwo ALFA. ISBN 83-7001-914-5.
- Zamoyski, Adam (1987). The Polish Way. London: John Murray. ISBN 0-531-15069-0.